# Fleischbank (Karwendelgebergte)
De Fleischbank (lett. vleesbank, in het Oostenrijks ook slagerij) is een 2026 meter hoge bergtop in het Karwendelgebergte in de Oostenrijkse deelstaat Tirol.
De berg ligt in de zogenaamde Grasbergkam, die aan de noordelijke zijde van het Rißtal tussen Hinterriß en Haglhütten gelegen is.
De top is vanaf de jachthut, gelegen tegenover het Johannistal, via een makkelijke bergtocht bereikbaar. De top wordt veelvuldig beklommen bij de tocht van de Tölzer Hütte naar de Plumsjochhütte.